# Smiths Falls-Montague Airport
Smiths Falls-Montague Airport (engelska: Russ Beach Airport) är en flygplats i Kanada.   Den ligger i countyt Lanark County och provinsen Ontario, i den sydöstra delen av landet, 60 km söder om huvudstaden Ottawa. Smiths Falls-Montague Airport ligger 127 meter över havet.
Terrängen runt Smiths Falls-Montague Airport är platt. Runt Smiths Falls-Montague Airport är det mycket glesbefolkat, med 7 invånare per kvadratkilometer.. Närmaste större samhälle är Smiths Falls, 8,0 km sydväst om Smiths Falls-Montague Airport. 
Omgivningarna runt Smiths Falls-Montague Airport är en mosaik av jordbruksmark och naturlig växtlighet.